# Otylia Kaluzowa
Otylia Kaluzowa (Polonia, 23 de mayo de 1907-23 de octubre de 1981) fue una atleta polaca especializada en la prueba de 4 x 100 m, en la que consiguió ser subcampeona europea en 1938.

## Carrera deportiva
En el Campeonato Europeo de Atletismo de 1938 ganó la medalla de plata en los relevos de 4 x 100 metros, llegando a meta en un tiempo de 48.2 segundos, tras Alemania y por delante de Italia (bronce).